# Военная тайна (повесть)
Вое́нная та́йна — повесть  детского писателя А. П. Гайдара, написанная в 1934 году и изданная впервые в 1935 году.

## Сюжет
Выпускница совпартшколы Натка Шегалова готовиться ехать на работу пионервожатой в пионерский лагерь в Крыму. Перед отъездом она встречается со своим дядей и выражает ему своё разочарование: Натка мечтала стать капитаном парохода или лётчицей, но вместо этого её отправили на пионерскую работу. Она признаётся, что не любит эту работу, потому что ей кажется, что она находится не на своём месте, но дядя говорит, что ей нужно подучиться, подтянуться, не робеть, и тогда всё у неё выйдет как надо. В вагоне-ресторане Натка находит прошлогодний журнал, в котором её привлекает статья о Марице Маргулис — молдавской комсомолки, которая сбежала из кишинёвской тюрьмы, но была схвачена и растреляна. Затем Натка знакомится с инженером Сергеем Ганиным и его шестилетним сыном Алькой, которому принадлежит журнал. 
В пионерлагере два воспитанника Наткиного отряда, Владик Дашевский и Толька Шестаков, обследуют окрестности лагеря и обнаруживают развалины старинной крепости, где находят потайной лаз, который позже, при случае, решают исследовать. На водопроводе лагеря происходит авария, для устранения которой приезжает Ганин, а Альку временно устраивают в комнату Натки. Для устранения неполадки нужен динамит, и Ганин, найдя друга из ЦИК Гитаевича, просит его отправить запрос в Москву на получение динамита. Алька очень привязывается к Натке, но на её вопросы о семье и о матери не отвечает. Однажды Алька рассказывает Натке сказку про Мальчиша-Кибальчиша, которую она потом пересказывает октябрятам.

Закончилась война, Красная армия победила и прогнала буржуинов. Жил да был Мальчиш-Кибальчиш с отцом и старшим братом. Но вот снова напали проклятые буржуины. Отец взял винтовку и ушёл на войну, вскоре за ним ушёл старший брат, но армия не смогла остановить буржуинов. Собрал Мальчиш своих друзей, мальчишей-малышей, на помощь Красной армии, да один Мальчиш-Плохиш стал служить буржуинам (пошёл вместе со всеми, но размышлял, как помочь буржуинам). Спросил Главный Буржуин у своих буржуинов, почему они не могут победить, и узнав, что подчинённые разбили отцов и старших братьев, но не могут справиться с Мальчишом-Кибальчишом и его друзьями, разгневался и закричал страшным голосом, чтоб без победы к нему не возвращались. А Плохиш дров нарубил, сена натащил и зажёг все ящики с патронами. Обрадовались буржуины и дали ему за предательство бочку варенья и корзину печенья. Атаковали буржуины, заковали Мальчиша-Кибальчиша в цепи и начали выпытывать у него главную Военную Тайну: как Красная армия победила Сорок Царей и Сорок Королей? Рассмеялся им в лицо Мальчиш и ответил, что секрет непобедимой Красной армии он не откроет, а самим им вовек не догадаться. Удивился Главный Буржуин: да что же это за страна такая, что такие малыши знают Военную Тайну и так крепко держат своё слово? Мальчиш-Кибальчиш погиб, а Главный Буржуин бежал, проклиная страну. Похоронили Мальчиша-Кибальчиша на бугре и поставили на его могиле большой красный флаг.

На ремонтируемом участке, которым руководит Ганин, незаметно пропадают деньги, оружие, документы и ведомости на инженерные работы, вдобавок рабочие вырыли землю не в том месте. Одновременно, Ганин замечает на участке подозрительного пьяного. Тем временем, в лагере идёт подготовка к большому костру. Среди шефов из санатория ЦИК, посетивших лагерь, Натка встречает друга Ганина, Гитаевича, который одновременно оказывается и другом её родителей. Натка представляет Гитаевичу Альку, и после его ухода  узнаёт от Гитаевича, что матерью Мальки была Марица Маргулис.
Ганин подозревает в кражах и финансовых махинациях (обкрадывании рабочих) одного из бригадиров Шалимова и десятника Дягилева. Возвращаясь в лагерь, он слышит выстрел — это Владик и Толька, совершив самовольную отлучку из лагеря, что было строжайше запрещено, случайно находят в полуразвалившейся башне запрятанное кем-то ружье (перед этим мальчишки исследуют лаз, выходят из развалин и вдруг видят, как туда входит незнакомый человек). Из-за своего «несанкционированного» похода на поиски приключений ребята опаздывают на костёр. Когда они наконец приходят в лагерь, Натка стыдит мальчиков перед всем лагерем (главным образом ещё потому, что они немного покалечились, когда в ужасе бежали от башни, испугавшись выстрела ружья). Тольку кладут на несколько дней в лагерную медсанчасть, а скучающий Владик слоняется без дела, не зная, чем себя занять. Он несколько озлоблен и на коллектив и на Натку. Накопившаяся обида, злость и негодование находят свой выплеск: Владик ввязывается в драку с незнакомым мальчишкой — одним из местных хулиганов, который оказался крупнее и сильнее Владика. После драки Владик встречает Альку и отправляется с ним на море. Наскоро застирав окровавленную безрукавку, Владик окунается в воду, чтобы смыть с себя кровь, и за этим его застаёт Натка, но Алька как свидетель рассказывает отцу всю правду, и тот заступается за Владика перед начальником лагеря.
Старший десятник Дягилев является в лагерный тир, где совершенно неожиданно для себя — и совсем некстати! — вместе с Ганиным застаёт Владика. Дягилев обращается к Ганину с просьбой подписать документы, в то время как Владик узнаёт в Дягилеве того самого типа, прятавшего ружье в развалинах башни. Владик рассказывает Ганину, что именно этот самый Дягилев спрятал в заброшенной крепости огнестрельное оружие, которое они с Толькой нашли и нечаянно выстрелили. Дягилева с Шалимовым арестовывают.
Ганин, пользуясь коротким досугом, вместе с Алькой отправляются на прогулку. Они ждут Натку, но тут из-за кустов совершенно неожиданно появляется брат Дягилева — уже знакомый Гантну пьяница, некогда околачивавшийся на восстановительных работах. Мстя за брата, обезумевший от водки и злости он бросает в Ганина камни. Обороняясь, Ганин выхватывает из кобуры браунинг и стреляет в агрессора, но поздно — один из камней попадает в приблизившегося Альку (тот убегал за забытыми отцом папиросами) и тот трагически погибает.
Весь лагерь приходит хоронить Альку на скале над морем. Ганигн с Наткой возвращаются в Москву. На вокзале их встречает Наткин дядя, который в прошло хорошо знал Ганина по Гражданской войне. Далее Ганин по приказу командования, по спецзаданию, уезжает на Дальний Восток. Зайдя к Шегалову попрощаться, он к своему великому разочарованию не застаёт Натку у дяди и оставляет ей на память прощальную записку и фотографию, на которой, смеясь, обнимаются Алька и его мать — Марица Маргулис. Огорчённая Натка стремглав мчится на Казанский вокзал, надеясь успеть до отправления курьерского поезда на Дальний Восток; она почти не верит, что на огромном столичном вокзале возможно найти Сергея. И вдруг, почти отчаявшись, собираясь уже уходить, она видит Сергея в форме инженера саперных войск в группе отъезжающих военных. Проходят краткие минуты скупого прощания. Поезд трогается.
Возвращаясь с вокзала, Натка осознаёт, что она находится на своём месте, её цель — воспитать подрастающее поколение, достойную смену прежнему поколению, таким, как её дядя, его боевые товарищи; всем тем, кто погиб в Гражданскую войну.

## История создания
В июле 1931 года Гайдар вместе с сыном Тимуром побывал в пионерском лагере «Артек». Некоторые эпизоды этой поездки были затем описаны в повести, а Тимур стал прототипом главного героя — Альки.
Работа над повестью была начата летом 1932 года в Хабаровске, где Гайдар работал корреспондентом газеты «Тихоокеанская звезда». Основная работа была проделана им в Хабаровской психиатрической больнице, где писатель оказался  из-за расстроенного здоровья, сам он писал об этом так: «За всю свою жизнь я был в лечебницах раз, вероятно 8 или 10 – и все-таки это единственный раз, когда – эту Хабаровскую – сквернейшую из больниц, – я вспомню без озлобления, потому что здесь будет так неожиданно написана повесть о Мальчише-Кибальчише».
Через год издательством «Молодая гвардия» выпущена «Сказка о Военной Тайне, о Мальчише-Кибальчише и его твёрдом слове», целиком вошедшая в повесть «Военная тайна», которая была закончена к осени 1934 года (в записи в дневнике от 21 августа 1934 года: «Наконец-то кончаю „Военную тайну“»).
В конце 1934 года рукопись была подготовлена к печати и вышла почти одновременно отдельным изданием в Детиздате и в литературно-художественном журнале «Красная новь» (1935 год, № 2).
В 1936 году вышло новое издание «Военной тайны» (с рисунками Д. Шмаринова), отличавшееся от первого издания наличием двух новых глав, а также небольшой редакцией некоторых частей повести. Повествование приобрело большую ясность и стройность.
Последнее прижизненное издание повести «Военная тайна» было осуществлено в сборнике «Мои товарищи» (М., «Советский писатель», 1940).
В 1938 году Гайдар написал киносценарий для фильма «Военная тайна» (опубликован в 1969 году в журнале «Пионер», № 5 и 6, с предисловием Р. И. Фраермана).

## Название
В письме от 5 марта 1935 года из Арзамаса в Ростов А. П. Гайдар объяснил пионерам выбор названия для повести: «Почему „Военная тайна“? Конечно, по сказке. В сказке Буржуин задает три вопроса: первый из них — нет ли у побеждающей Красной Армии какого-нибудь особого военного секрета или тайны её побед? Тайна, конечно, есть, но её никогда не понять главному Буржуину».

## Критика
Сразу после издания повесть вызвала оживленную дискуссию; в целом она была принята позитивно, даже в негативных отзывах говорилось, что повесть очень интересна, своевременно появилась и поднимает жизненно важные вопросы, что живо и верно показаны дети и книга проникнута «гайдаровским юмором».

## Экранизации
- Военная тайна (фильм) (1958)
- Сказка о Мальчише-Кибальчише (мультфильм) (1958)
- Сказка о Мальчише-Кибальчише (фильм) (1964)